# Harpacticus glaber
Harpacticus glaber är en kräftdjursart som beskrevs av Brady 1899. Harpacticus glaber ingår i släktet Harpacticus och familjen Harpacticidae. Inga underarter finns listade i Catalogue of Life.